# Chuyến bay 1121 của Air Moorea
Chuyến bay 1121 của Air Moorea là một chiếc de Havilland Canada DHC-6 Twin Otter đã đâm xuống biển ngay sau khi cất cánh từ Sân bay Moorea-Temae trên Đảo Moorea ở Polynesia thuộc Pháp vào ngày 9 tháng 8 năm 2007, giết chết tất cả 20 người trên máy bay.
Nó đi đến Sân bay quốc tế Faa'a của Tahiti với chuyến bay thông thường kéo dài 7 phút, một trong những tuyến ngắn nhất trên trái đất, được lên lịch 40 lần một ngày. Vụ tai nạn xảy ra do mất kiểm soát do cáp thang máy của máy bay bị hỏng. Việc cất cánh và hạ cánh thường xuyên được cho là nguyên nhân chính dẫn đến vụ tai nạn do dây cáp thang máy bị hao mòn, chỉ được kiểm tra vào những khoảng thời gian cố định, bất kể cách sử dụng. Một yếu tố khác có thể là do phản lực từ những chiếc máy bay lớn đang đẩy lùi từ đoạn đường nối tại Fa'a'ā International.